# 라트비아 소비에트 사회주의 공화국
라트비아 소비에트 사회주의 공화국(라트비아어: Latvijas Padomju Sociālistiskā Republika / Latvijas PSR 라트비야스 파도뮤 소치알리스티스카 레푸블리카, 러시아어: Латвийская Советская Социалистическая Республика / ЛССР 라트비스카야 소베츠카야 소치알리스티체스카야 레스푸블리카 / 엘에스에스에르[*])은 1940년 당시 소비에트 연방에 의해 불법 점령을 당하고부터 1990년에 독립할 때까지 존재했던 라트비아의 옛 공화국이었다. 현재는 주권 국가인 라트비아로 독립되어 있으며 라트비아의 반러시아적인 성향은 아직도 남아 있다.
소련의 라트비아 점령과 합병은 몰로토프-리벤트로프 조약의 비밀조항에 의거해 1939년 6-8월에 진행되었다. 1939년에 라트비아는 자국의 군사기지를 소련에 공여하도록 강제됐으며 1940년에는 적군이 라트비아에 진입하며 라트비아는 소련에 사실상 합병되었다.
이 영토는 제2차 세계대전 도중 여러 차례 소유자가 바뀌었다. 1941년부터 1944년까지는 나치독일이 리트비아 영토 대부분을 점령했으며 1944년에는 소련이 재점령하였다. 소련의 1939-40년과 1944-1991의 발트 점령은 대부분의 학자들과 인권단체들이 불법으로 규정한다. 
소련의 정국이 80년대에 불안정해지고 끝내 해체되자 라트비아가 독립할 수 있는 기회가 생겼고 소련의 해체와 함께 독립하였다.

## 역사
1918년 이래 독립국인 라트비아였는데, 1940년 8월 5일 소련에 강제 합병되어 15번째 공화국이 되었다. 라트비아 SSR은 1990년 소련 쿠데타 실패 직후 에스토니아, 리투아니아와 함께 독립을 선언해 그 해 9월 유엔에 가입했다.

## 주민
라트비아인들은 이오시프 스탈린의 죽음을 환영하였다.
소련 당국은 정책적으로 이 지역에 러시아인을 많이 이주시켜, 러시아인의 비율이 30%대에 이르렀다.

## 언어와 종교
라트비아어와 러시아어가 사실상 공용어였고 대부분 교회를 믿었다. 

## 같이 보기
- 라트비아의 역사
- 소련의 공화국